# Wíčazo Ša Review
Wíčazo Ša Review ("llapis vermell" en lakota) és una revista acadèmica especialitzada bianual d'estudis amerindis. La revista fou creada en 1985 pels redactors Elizabeth Cook-Lynn, Roger Buffalohead i William Willard. Wíčazo Ša Review és publicada per la University of Minnesota Press, que la va adquirir en 1999. Originalment era publicada per la Universitat Eastern Washington, sota la guia del seu centre d'estudis amerindis. Els temes tractats inclouen assaigs, articles, entrevistes, ressenyes, poemes, contes, esquemes de cursos, dissenys curriculars, recerca erudita i crítica literària reflex d'estudis amerindis i camps relacionats. L'editor actual és James Riding In (Universitat Estatal d'Arizona).